# Єкатеринбурзький муніципальний театр ляльок
Єкатеринбурзький муніципальний театр ляльок (рос. Екатеринбургский муниципальный театр кукол) — міський ляльковий театр у місті Єкатеринбурзі (Росія).

## Загальні дані і будівля театру
Єкатеринбурзький муніципальний театр ляльок міститься в спеціально зведеній функціональній будівлі у центрі міста за адресою:
вул. Маміна-Сибіряка, буд. 143, м. Єкатеринбург (Росія).
Будівля Свердловського лялькового театру (1964, архітектори П. Демінцев і Ф. Тансіса) стала першою спорудою в СРСР, зведеною спеціально для потреб театру ляльок.
У тепершній час (2000-ні) у театрі працює 2 сценічних майданчика — велика зала (на 280 глядачів) і мала зала (на 100 глядачів).
Директор закладу (2010) — Петро Степанович Стражников.

## Історія і сьогодення театру
Театр ляльок у тодішньому Свердловську був заснований 6 листопада 1932 року на базі Свердловського ТЮГу, а наступного дня — 7 листопада 1932 року був показаний перший спектакль «Лист із Італії». Проте ще за 2 роки до того — у 1930-му трупа лялькарів поставила у місцевому ТЮГу казку «Стёпка-растёпка».
Трупа міського лялькового театру на той момент складалася з 6 чоловік, в їх числі була А. В. Заякіна, Заслужений артист РРФСР, актриса, режисер (25 вистав), бутафор.
Протягом понад 30 років театр працював без власного приміщення — спектаклі ставилися в будинках культури, клубах, на майданчиках інших театрів Свердловська і Свердловської області.
У роки німецько-радянської війни театр містився у маленькій кімнаті в музичному училищі по вулиці Тургенєва. У цей час тут почали працювати кваліфіковані актори, режисери, художники, евакуйовані з Мінська, Києва, Ленінграда.
У 1953 році свердловський ляльковий театр переїхав до невеликої одноповерхової будівлі на проспекті Леніна, 15.
Нарешті 1964 року театр отримав постійне приміщення на вулиці Маміна-Сибіряка, 143, що було зведено для потреб закладу і було оснащене спеціальною технікою. Перший спектакль на новому майданчику відбувся 31 грудня 1963 року — його глядачами були будівничі споруди театру, а наступного дня — 1 січня 1964 театр відкрився для відвідання широкою публікою. Трупа театру тоді складалася з 28 осіб, головний режисер — П. В. Набоков.
У 1996—98 роках будівля театру зазнала значної реконструкції (архітектор Олександр Долгов) — зокрема, була розширена площа, надбудований ще один поверх (загалом будівля має 5 поверхів), значно збільшилася і була механізована сцена, з'явилась мала зала, крім того, значно змінився інтер'єр театру. У театру тоді ж з'явилася нова емблема, розроблена художником Свердловської кіностудії О. Золотухіним.
У 2002 році за ініціативою театру пройшов I Міжнародний фестиваль театрів ляльок «Петрушка Великий», в якому беруть участь лялькарі з різних міст Росії, ближнього і далекого зарубіжжя. Фестиваль проводиться раз на два роки.
21 серпня 2004 року в Єкатеринбурзькому театрі ляльок відкрито Музей театральної ляльки «Петрушчин дім».

## Репертуар, трупа, діяльність
Репертуар Єкатеринбурзького муніципального театру ляльок складають вистави різних жанрів для дітей і дорослих.
Прем'єрні спектаклі на сучасному етапі (1990—2000-і роки): «Потешки» (1992), «Щелкунчик и Мышиный король» (1994), «Картинки с выставки» (1996), «Стойкий оловянный солдатик», «Дон Жуан» (обидва — 1997), «Синюшкин колодец» (1999), «Баллада о морской Царевне» і «Иллюзион» (2000), «Кто разбудит солнышко» та «Синяя птица» (2001), «Карлик Нос» (2002), «The Hamlet» (2003), «Здравствуй, Театр»! («Три поросенка»), «Почему-потому (осень)», «Серебряное копытце», «Чайка» (всі — 2004), «Изумрудный город страны OZ» (2005), «Заяц, Лиса и Петух», «Почему-потому (зима)», «Почему-потому (весна)», «Бобок» (всі — 2006), «Снежная королева», «Приключения с обучением, или Вперед, спасатели!», «По щучьему велению» (всі — 2007), «Сказки Небесной Коровы», «Бык, Баран, Свинья и Др…», «Двенадцать месяцев», «Про умную собачку Соню», «Башмачкин» (всі — 2008).
Постановки Р. Віндермана, В. Гараніна, М. Яремчука (м. Київ, Україна), А. Борока і С. Плотова, І. Ліфанова в різні роки були відзначені дипломами багатьох престижних російських і зарубіжних театральних фестивалів. У 1997 і 1999 роках спектаклі «Картинки з виставки» і «Соловей» номіновані на Національну (РФ) театральну премію «Золота Маска».
Нині (кінець 2000-х років) до трупи Єкатеринбурзького муніципального театру ляльок входять режисери: заслужений артист РФ Олександр Борок, Р. Віндерман, заслужений артист Республіки Башкортостан Володимир Гаранін, заслужена артистка Росії Галина Дейкіна, заслужений артист Росії Андрій Єфимов, І. Ліфанов, Сергій Плотов, заслужений артист Росії Євген Сивко, Михайло Яремчук; актори: (поповнення декілька поколінь відбувається переважно за рахунок випускників Єкатеринбурзького державного театрального інституту): заслужена артистка Росії А. В. Антипова, заслужена артистка Росії Т. Е. Ахлюстина, М. І. Бабушкін, В. В. Бахарєв, заслужений артист Росії Г. Б. Варфоломєєв, О. В. Волкова, Н. В. Вотинцева, Н. В. Гараніна, заслужений артист Росії А. Д. Герасимов, заслужена артистка Росії Г. І. Дейкіна, Н. О. Єлисеєва, А. М. Єфимов, Т. М. Жвакіна, Е. Б. Конашевич, І. С. Кузьміна, Г. О. Молчанова, П. В. Овсянников, Є. Б. Орлов, Ю. О. Петрова, О. В. Пожарський, В. В. Полянсков, М. М. Стражникова, М. В. Удинцев, С. В. Усков, О. В. Шолик.
Театр активно співпрацює зі Свердловським відділенням Спілки театральних діячів Російської Федерації, бере участь у щорічному Обласному конкурсі-фестивалі «Браво!».

## Виноски
1. ↑  Контакти (театру) [Архівовано 2016-03-05 у Wayback Machine.] на Офіційна вебсторінка театру (рос.)
2. ↑  Директор (театру) [Архівовано 2016-03-05 у Wayback Machine.] на Офіційна вебсторінка театру (рос.)